# Lichenopora elegantissima
Lichenopora elegantissima är en mossdjursart som beskrevs av John Borg 1944. Lichenopora elegantissima ingår i släktet Lichenopora och familjen Lichenoporidae. Inga underarter finns listade i Catalogue of Life.